# Arraias
Arraias est une municipalité brésilienne située dans l'État du Tocantins.
La ville est desservie par l'aéroport d'Arraias.